# Vicente Rocafuerte
Vicente Rocafuerte y Rodríguez de Bejarano, né le 1er mai 1783 à Guayaquil et mort le 16 mai 1847 à Lima, est un homme d'État équatorien qui fut le deuxième président du pays du 10 septembre 1834 au 31 janvier 1839. 
Il est connu pour ses idéaux républicains et libéraux, bien qu'en pratique, il soit plutôt conservateur. Opposé au régime de Juan José Flores, il prend à plusieurs reprises les armes contre lui avant de s'allier en 1834 pour éviter une invasion étrangère. Avec cette alliance, il devient président de la République à la place de Flores qui reste chef des armées.
Chassé du pouvoir par Flores en 1839, il s'exile et participe à la révolution Marcista qui provoque la chute de Flores en 1845.

## Biographie
Rocafuerte est l'un des pionniers de l'indépendance de l'Amérique latine et un acteur majeur des avancées politiques de la période du floreanismo. 
Il a participé à plusieurs mobilisations contre son premier gouvernement. Il finit pourtant par s'allier avec celui-ci, contribuant ainsi à son accès à la présidence de l'Équateur en 1835. 

### Présidence
Après les révoltes et la crise politique de 1834, Flores et Rocafuerte se sont alliés. Une alliance impopulaire mais nécessaire pour éviter une nouvelle guerre avec la république de Nouvelle-Grenade. Le 22 juin 1835, Rocafuerte prête serment comme président constitutionnel de l'Équateur. Flores devient chef des armées du pays. Le nouveau président est connu pour ses idéaux républicains et libéraux, bien qu'en pratique, il soit plutôt conservateur. Parmi ses accomplissement en tant que président, on trouve l'œuvre culturelle, basée sur l'instruction publique, ainsi que la réorganisation économique et financière ayant pour but de poser les bases de son pays.
Mais rapidement, des tensions apparaissent entre le président et le chef des armées. Rocafuerte souhaite écarter définitivement Flores qu'il considère encore comme un « dictateur ». Ainsi, il fait voter au Congrès la Deuxième Constitution de la République, remplaçant celle mise en place par Flores en 1830.
Cela provoque la colère des partisans de Flores qui demandent le rétablissement de l'ancienne constitution et de nouvelles élections. La pression militaire contraint le président à mettre en place de nouvelles élections générales qui contribuent au retour au pouvoir de Flores.

### Exil
Une fois son mandat présidentiel terminé en 1839, il est élu gouverneur de Guayaquil pendant le second mandat de Juan José Flores, collaborant avec lui jusqu'en 1843. Il s’exila volontairement à Lima pour s'opposer au régime. Il fut ensuite élu plénipotentiaire d'Équateur à Lima par le nouveau gouvernement instauré par la révolution du 6 mars 1845 à laquelle Rocafuerte participa activement depuis son exil pour renverser Flores. Il finit ses jours en exil et meurt à Lima le 16 mai 1847. 